# Carlos Almeida
Pour les articles homonymes, voir Almeida (homonymie).
Carlos Almeida, né le 24 septembre 1976 à Luanda, en Angola, est un joueur angolais de basket-ball, évoluant au poste de meneur.

## Palmarès
- Champion d'Afrique 2001, 2003, 2005, 2007, 2009